# 諾布鎮區 (阿肯色州克萊縣)
諾布鎮區（英語：Knob Township）是位於美國阿肯色州克萊縣的一個行政鎮區。

## 地方資料
諾布鎮區的面積為68.56平方千米，當中陸地面積為68.56平方千米，而水域面積為0.00平方千米。根據2010年美國人口普查的數據，當地共有人口243人，而人口密度為每平方千米3.54人。